# Togulykken i Indien 2023

Togulykken i Indien 2023 skete 2. juni 2023 i delstaten Orissa i det nordøstlige Indien ved 19-tiden, lokal tid. Ulykken kostede mindst 288 personer livet og kvæstede 900.

## Ulykken
Et lyntog på vej fra Shalimar Station nær Kolkata til Chennai kørte med mindst 130 km/t ind i det forkerte spor på en station og kørte dermed ind i et stillestående godstog. Derved afsporedes mindst 22 vogne, hvoraf mindst tre af vognene røg over i et parallelt spor. hvor de afsporede et modkørende passagertog, der var på vej mod Howrah i Vestbengalen.
Der blev i første omgang sendt 50 ambulancer til stedet. Dette steg senere til 200. Der var også involveret 180 læger. Folk mødte efterfølgende op på et hospital og leverede 500 bloddonationer til ofrene.

## Årsag
4. juni 2023 udtalte landets jernbaneminister, at ulykken skyldtes et elektronisk signalsystem, der skulle forhindre sådan en ulykke, men var blevet ændret.

## Erstatninger
Pårørende til de afdøde vil modtage en mio. rupier, mens de tilskadekommende vil modtage enten 200.000 eller 50.000 rupee, alt efter skadens omfang.